# Nông Đức Mạnh
Nông Đức Mạnh, född 11 september 1940 i Bắc Kạn provinsen, Vietnam, var generalsekreterare i Vietnams kommunistparti från 22 april 2001 till 19 januari 2011.
Enligt Nông Đức Mạnhs officiella biografi är han son till en bonde som tillhörde en minoritetsgrupp. Han började jobba inom skogsnäringen och anslöt sig till revolutionen 1958.
Mellan 1962 och 1963 jobbade Nông Đức Mạnh som teknisk övervakare inom skogsindustrin i Bắc Kạn provinsen. Han anslöt sig till kommunistpartiet 1963 och blev officiellt medlem 1964. Han studerade ryska vid Foreign Languages College och reste därefter till Leningrad där han studerade vid skogsbruksinstitutet till 1971. När han återvände till Vietnam blev han vice chef för Bac Thai skogsbruksinspektionens styrelse. Efter att ha jobbat sig upp till en chefsposition studerade han i partiets skola, Nguyễn Ái Quốc.
Han var medlem i styrelsen för partiet i Bac Thai-provinsen 1976 till 1983. 1984 blev han vice sekreterare och 1986 sekreterare i styrelsen. Han blev invald i partiets centralkommitté och sitter sedan 1991 i politbyrån.
Rykten har gjort gällande att Mạnh skulle vara son till Ho Chi Minh, något han antingen har förnekat eller svarat undvikande på.